# Laudes podagrae
Laudes podagrae (česky chvála podagry) je literární žánr hojně se vyskytující v humanistické literatuře, protože podagra byla nestigmatizovanou „humanistickou chorobou číslo jedna“. Autoři tohoto žánru předkládali humornou formou čtenářům informace o příčinách i projevech nemoci a nabádali je ke změně životního stylu. V té době stále platila Ovidiova slova „Tollere nodosam nescit medicina“, jež tvrdila, že medicína tuto nemoc léčit neumí.

## Příklad knihy tohoto žánru

### Apologia seu Podagrae laus

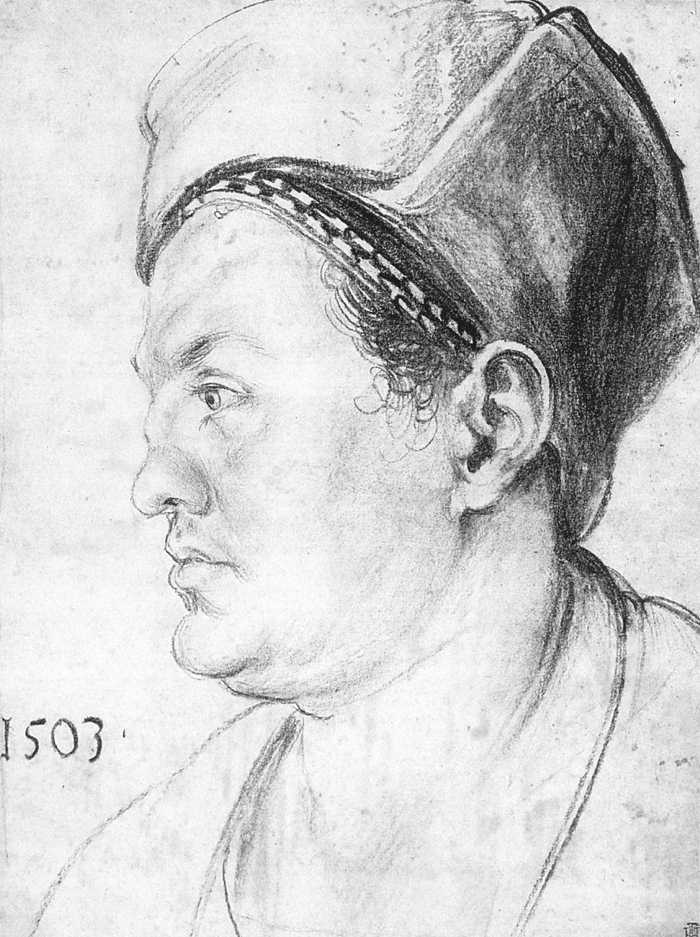
Albrecht Dürer - Willibald Pirckheimer

Apologia seu Podagrae laus je dílo německého humanisty Willibalda Pirckheimera. Poprvé tato latinsky veršovaná kniha vyšla v roce 1522, pozdější německý překlad nese název Verteidigungsrede oder Selbstlob der Gicht. Autor předává humornou formou čtenáři informace o příčinách a projevech nemoci prostřednictvím personifikované bohyně Podagry – jejíž rodiči jsou římští bohové Bacchus a Venuše.

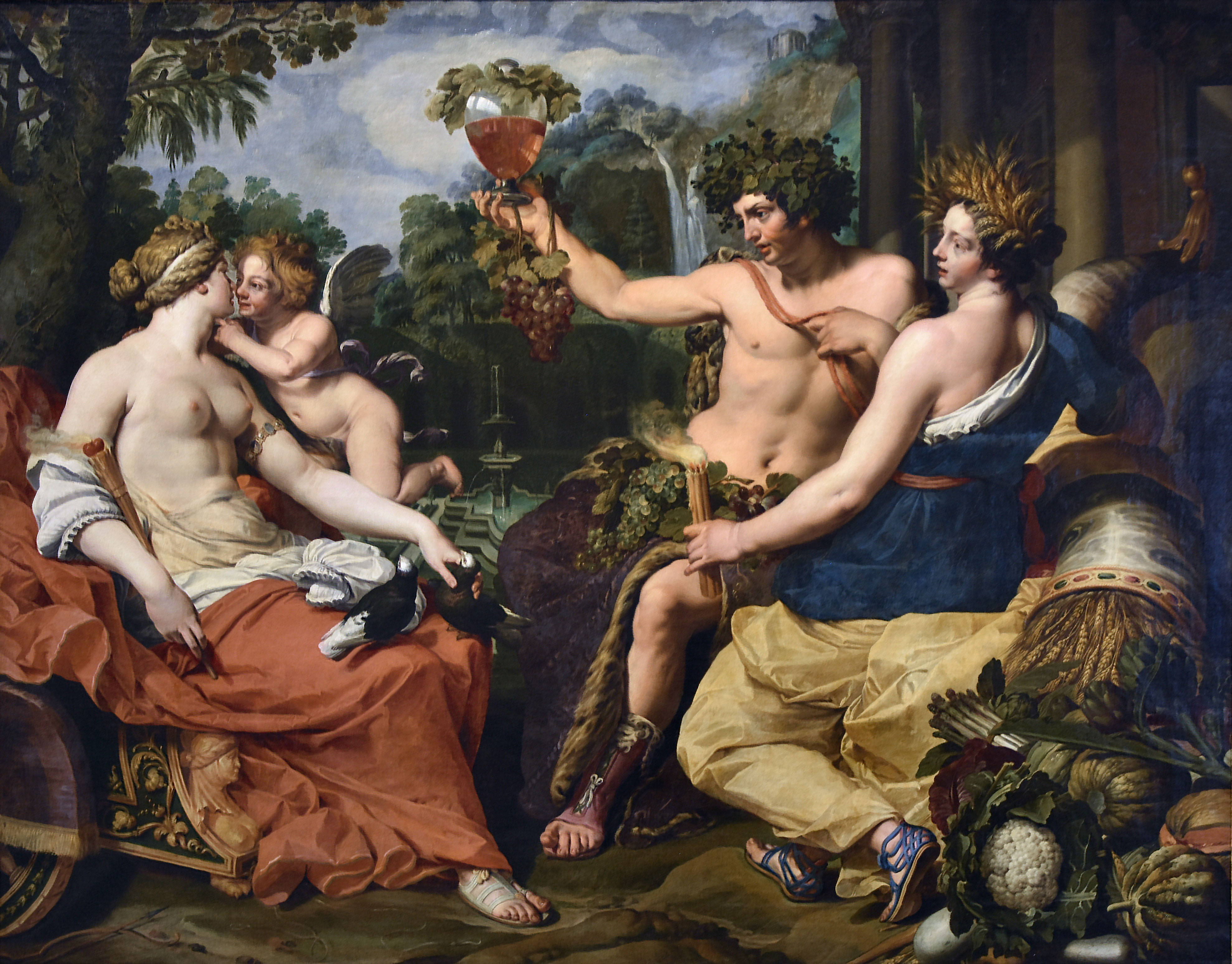
Abraham Janssens: Ceres, Bacchus and Venus

V knize se obžalovaná Podagra hájí před soudci tím, že za případná utrpení si lidé mohou sami svým životem v zahálce a blahobytu; ona je prospěšná a před soudem stojí neprávem. Téma své prospěšnosti pak bohyně dále rozvíjí – např. bolestí trpící podagrici nepáchají vraždy, méně se toulají, nevydávají se na zámořské cesty, neloví zvěř, jsou osvobozeni od práce či služby u dvora... Jen díky ní se škodlivé tělesné šťávy usazují v kloubech a nenapadají důležité životní orgány. Dalším dobrodiním nemoci je, že si pacienti zvyšují své znalosti literatury, jazyků, zdokonalují se v rétorice, dokonale předpovídají počasí a časem lépe než lékaři rozumějí bylinám, sádlu, žluči či mléku... Kromě toho – viditelně zařazuje své oběti mezi společenskou elitu. 

### Chlouba podagry
Knihu Willibalda Pirckheimera přeložil do češtiny v roce 1597 Jiří Carolides z Karlsperka pod názvem Chlouba podagry. Carolides se nedržel veršované podoby originálního díla a v překladu použil vernakulární jazyk. Tento vernakulární překlad je jedním z nejstarších v české literatuře. Za titulním listem české knihy je veršované latinské elogium Jiřího Dikasta z Mířkova. Kniha je dedikována přátelům z Kutné Hory, jimiž byli Mikuláš st. Vodňanský z Čazarova a Zikmund Kozel z Ryzentholu. Oba, stejně jako Carolides, touto chorobou trpěli.

## Další autoři (výběr)
- Jiří Barthold Pontanus z Breitenberka: Triumphus podagrae, in gratiam, et favorem ominium cum ea conflictantium accuratè conscriptus, & heroico carmine adumbratus... (tisk Wolfgangi Richteri, 1605)
- Viktorin Rhacotomus Vodňanský z Greifenberka: Laudes podagrae versibus comprehensae (1600). Veršovaný spis je dedikován sušické městské radě.

Do žánru „Laudes podagrae“ nespadají:
- Matyáš Borbonius z Borbenheimu: De medicorum, ut vocant opprobio Podagra theses (Basilej, 1597). Jedná se o diplomovou práci všímající si způsobu životního stylu a stravování.
- David Crinitus z Hlavačova si v básni „Ad Ioannem Benedictum Nepomucensem“ ve sbírce Idyllion De admiranda nativitate (1584) stěžuje na své „kruté“ bolesti, jež trvaly třináct týdnů.